# Éric Brulon
Éric Brulon (ur. 2 września 1960) – francuski zapaśnik w stylu wolnym. Olimpijczyk z Los Angeles 1984, gdzie odpadł w eliminacjach w kategorii 68 kg. Zajął 14 miejsce na mistrzostwach świata w 1982. Siódmy w mistrzostwach Europy w 1984. Srebrny medal na igrzyskach śródziemnomorskich w 1987 i brązowy w 1983 roku.